# Brabant

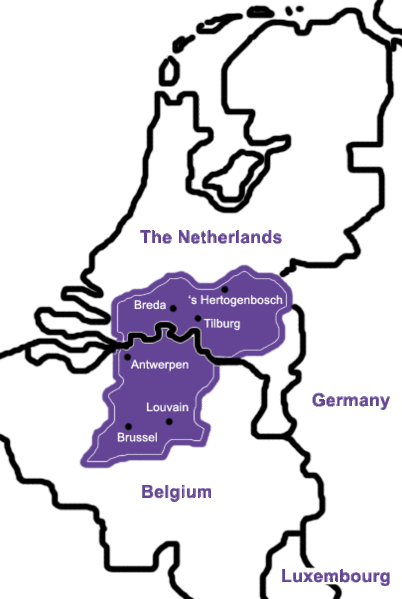
De regio Brabant in Nederland en België.

Brabant is een streek in het zuiden van Nederland en in het midden en noorden van België, die opgedeeld is in de provincies Noord-Brabant, Antwerpen, Vlaams-Brabant, het Brussels Hoofdstedelijk Gewest en Waals-Brabant. Het grondgebied van deze provincies komt bijna overeen met de historische grenzen van het voormalige hertogdom Brabant waar men in eigenlijke zin naar verwijst als men over Brabant als streek spreekt. Net als bij de streken Vlaanderen en Limburg is de streek Brabant door de loop van de geschiedenis over meerdere landen verdeeld geraakt.
Het varieert sterk per persoon en per regio of er van Brabant als streek wordt gesproken, het begrip van Brabant als een streek leeft dan ook vooral bij personen die het historische hertogdom Brabant een warm hart toedragen en personen die hier vanuit historisch of cultureel opzicht mee in aanraking komen. Zowel in de provincie Noord-Brabant als Vlaams-Brabant is de afgekorte naam "Brabant" dan ook gangbaar als benaming voor deze beide provincies. In de provincie Antwerpen is men verdeeld over de naam van de provincie, zo voelt de ene inwoner van deze provincie zich een "Antwerpenaar" en de andere een "Brabander" wat resulteert in de discussie of de naam van de provincie al dan niet in "Midden-Brabant" veranderd zou moeten worden.

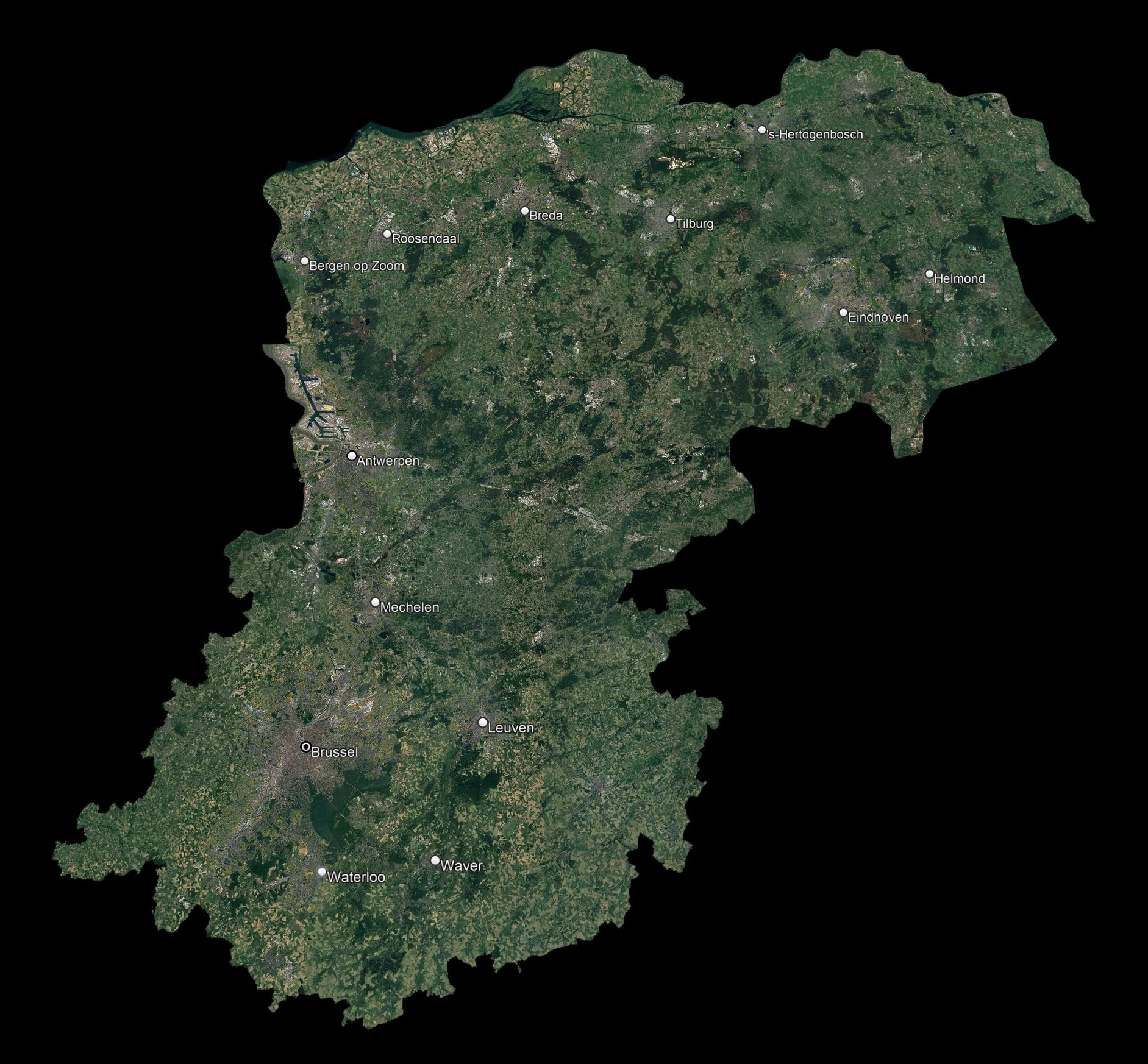
Satellietfoto van Brabant

## Naam
Brabant was oorspronkelijk de naam van de Karolingische gouw (pagus Bracbatensis), die zich uitstrekte tussen de Schelde en de Dijle. De naam Brabant is een afgeleide van braecbant. Dit is een samenstelling van braec, wat 'broek' of 'drassig land' betekent, en bant, wat 'streek' betekent. Een latere legende vermeldt dat de naam Brabant is afgeleid van de Romeinse soldaat Silvius Brabo, die in Antwerpen een reus zou hebben gedood.

## Geschiedenis van de streek

### De Brabantgouw
De gouw Brabant (ook Brabantgouw of Pagus Bracbantensis) is een historisch gebied in de Nederlanden. Het was onderdeel van het hertogdom Lotharingen. De Brabantgouw bestond mogelijk al in de 7e eeuw. Hij wordt uitdrukkelijk vermeld in de Karolingische rijksverdelingen. Bij het Verdrag van Meerssen (870) bestond hij al uit vier deelgraafschappen. De Brabantgouw heeft territoriaal slechts een klein deel gemeen met het in 1183 opgerichte hertogdom Brabant. De gouw was grotendeels omsloten door waterlopen: in het westen door de Schelde tot aan de Rupelmonding, vandaar verder langs de Rupel en via de loop van de Dijle. In het zuiden liep de grens grotendeels langs de Hene. Vanaf haar bronnen liep de grens oostwaarts door een woudgordel om de kring te sluiten aan de loop van de Dijle, wellicht aan haar zijrivier de Laan (Frans: Lasne), ten oosten van Nijvel (ter hoogte van Baisy-Thy).

### Hertogdom Brabant

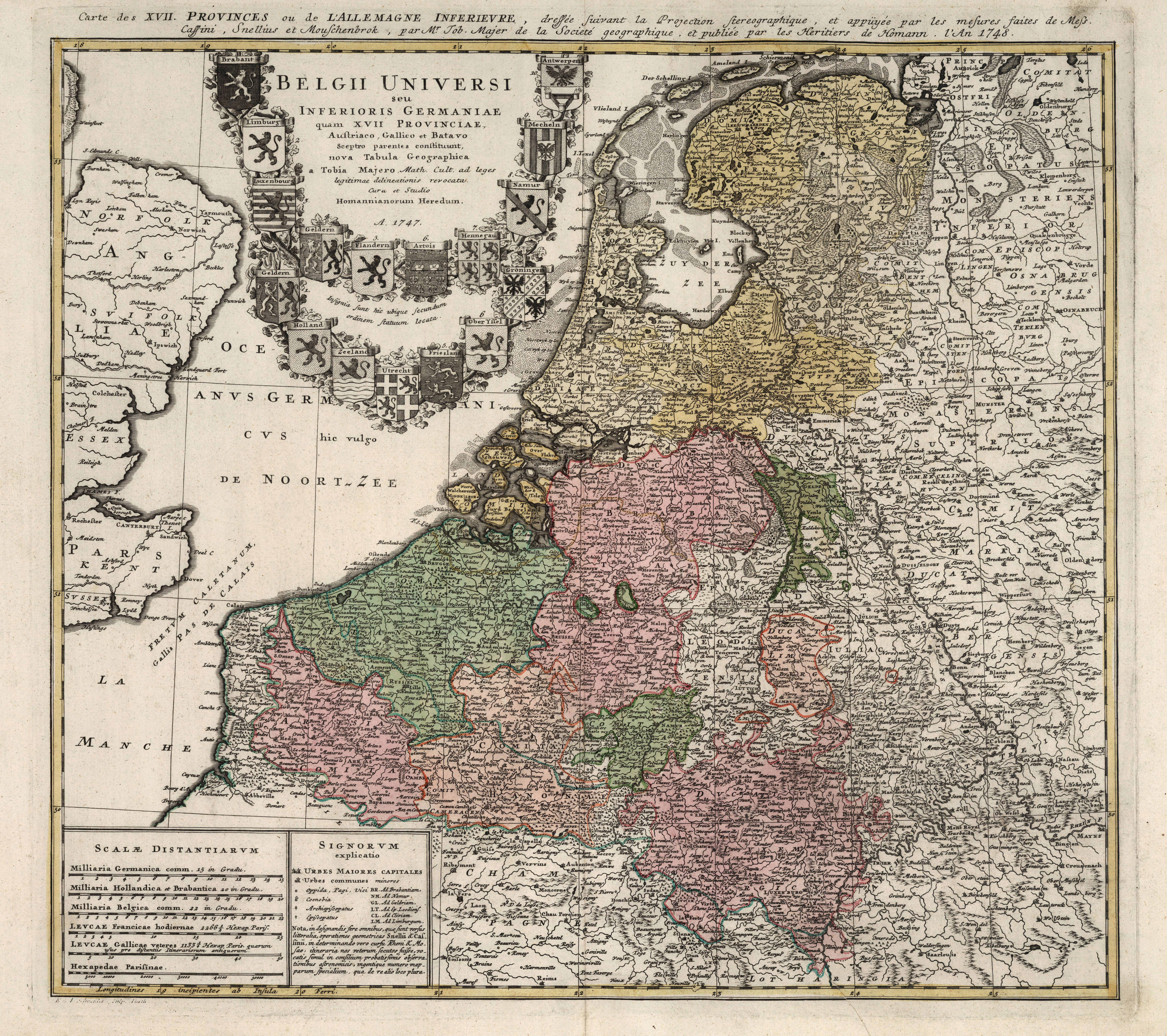
Kaart van de Zeventien Provinciën met Hertogdom Brabant, c1747

Het hertogdom Brabant stamt af van het graafschap Leuven en het geslacht Reiniers met als stamvader Giselbert I van Maasgouw (825-885), een belangrijke adellijke familie die streed om de macht in het hertogdom Lotharingen. Nadat Reinier III van Henegouwen verslagen werd in zijn ambitie hertog van Lotharingen te worden en werd verbannen, slaagde zijn zoon Lambert I van Leuven (950-1015) samen met zijn broer Reinier IV de bezittingen te heroveren en werd door keizer Otto II als eerste graaf van Leuven aangesteld. Zijn broer werd graaf van Bergen. Rond het jaar 1000 komt het graafschap Brussel middels een huwelijk in handen van de graven van Leuven.

## Positie in Nederland en België
Sinds de scheuring van het Verenigd Koninkrijk der Nederlanden en het ontstaan van de onafhankelijke staat België in 1830 is de positie van Brabant in België aanzienlijk groter geweest dan in Nederland. Zo draagt de huidige koning van België, koning Filip, nog altijd de titel "hertog van Brabant", zijn de kleuren van de Belgische vlag afgeleid van de wapenvlag van het voormalig hertogdom Brabant en is tevens het Belgische nationale volkslied, de Brabançonne, van het historische Brabant afgeleid. Daarentegen heeft Brabant, als de provincie Noord-Brabant, in Nederland in bestuurlijke en economische zin lange tijd slechts een kleine rol van betekenis gespeeld. Het machts- en economische front lag lange tijd in de provincies Noord-Holland en Zuid-Holland.